# Kraniec świata
Kraniec świata – opowiadanie Andrzeja Sapkowskiego zawarte w zbiorze Ostatnie życzenie. Należy ono do cyklu poświęconego wiedźminowi.

## Postacie
W opowiadaniu występują:
- Geralt z Rivii – wiedźmin z cechu wilka,
- Jaskier – bard i poeta, zakochany w piwie i pięknych kobietach, bawidamek, przyjaciel Geralta,
- Torque – diaboł (silvan), przyjaciel elfów,
- Filavandrel – dowódca elfów,
- Galarr – elf,
- Toruviel –  elfka, wróg ludzi,
- Lille – elfie bóstwo udające zwykłą kobietę,
- Pokrzywka – mieszkaniec Dolnej Posady,
- Dhun – starosta Dolnej Posady.

## Fabuła
Geralt i jego nowo poznany kompan, bard Jaskier, wędrują po świecie w poszukiwaniu zajęcia. W przydrożnej karczmie starosta próbuje wynająć wiedźmina do zabicia całej czeredy potworów. Geralt jednak odmawia, gdyż jak się okazuje potwory te żyją jedynie w ludzkiej wyobraźni. Podczas dalszej podróży jeźdźców zatrzymuje chłop Pokrzywka. Chce on wynająć Geralta do poważnego zadania. Cała trójka jedzie do jego wsi, Dolnej Posady, mieszczącej się w Dol Blathanna, Dolinie Kwiatów, która jest „krańcem świata” zamieszkanego przez ludzi. Starosta wsi, Dhun, prosi go o pomoc w wypędzeniu z wioski „diaboła”, który włóczy się po tamtejszym polu, niszcząc uprawy, zanieczyszczając wodę i kradnąc owies ze spichlerzy, a także żąda haraczu w postaci jedzenia. Wiedźmin postanawia zająć się tą sprawą, mimo iż Jaskier uparcie twierdzi, że diabłów nie ma.
Geralt i Jaskier idą na pole zmierzyć się diabłem (a raczej silvanem). Wkrótce pojawia się on. Jaskier mimo ostrzeżeń Geralta drażni silvana, co powoduje, że ciska on w nich żelaznymi kulkami. Przyjaciele muszą się wycofać. We wsi wszystko się wyjaśnia. Pewna mądra dziewczyna imieniem Lille zabroniła zabijać diabła. Lille jest pomocnicą „mądrej” (znachorki) wioski, jednakże to ona właśnie gra pierwsze skrzypce. Mądra ma księgę potworów, w której stoi, iż silvana należy przepędzić żelaznymi kulkami włożonymi między jedzenie. Geralt obmyśla plan.
Następnego dnia wiedźmin i bard wracają na pole. Geralt chce grzecznie przekonać diabła, by wyniósł się z wioski, lecz on nie ma zamiaru go słuchać. Dochodzi między nimi do szarpaniny, którą przerywa pojawienie się dwóch elfów, Galarra i Toruviel. Nokautują oni Geralta i Jaskra, po czym przywiązują ich do drzewa. Wychodzi na jaw, że silvan (imieniem Torque) pomaga głodującym elfom, wygnanym przed laty z doliny przez ludzi. Elfka Toruviel zachowuje się agresywnie. Kopie Geralta i niszczy lutnię Jaskra. Torque chce jej przeszkodzić, lecz ona go nie słucha. Kłótnię przerywa pojawienie się Filavandriela, dowódcy elfów. Nakazuje on zabić Geralta i Jaskra, jako niepotrzebnych świadków. Nie pomaga wstawiennictwo diabła, który jest gotowy umrzeć wraz z nimi. Dopiero pojawienie się Lille, która okazała się być elfickim bóstwem w przebraniu, uspokaja ich. Na jej rozkaz elfy uwalniają Geralta i Jaskra, żegnając się z nimi w przyjaźni. Toruviel daje Jaskrowi swoją własną lutnię (która potrafi nawet sama grać, po jednym wprawieniu w ruch).
Geralt oprócz sowitej zapłaty wziął od chłopów księgę potworów. Diabeł obiecuje przenieść się do innej wioski.

## Adaptacja
Fabułę wykorzystał Michał Szczerbic do scenariusza 7. odcinka serialu Wiedźmin Marka Brodzkiego.
Wystąpili w nim:
- Geralt – Michał Żebrowski,
- Jaskier – Zbigniew Zamachowski,
- „diaboł” Torque – Lech Dyblik,
- Filavandrel – Daniel Olbrychski,
- Toruviel – Agnieszka Dygant,
- Galarr – Marek Włodarczyk,
- Lille, Pani Pól – Małgorzata Lipmann,
- Pokrzywka – Waldemar Czyszak,
- Dhun, starszy osady w Dolnej Posadzie – Edward Kusztal.